# Durban Stars FC
Durban Stars Football Club je fotbalový klub z Jihoafrické republiky, který působí v SAFA Second Division. Klub byl založen v roce 2003 a svoje domácí utkání hraje na stadionu SJ Smith Stadium.